# مایکل جیاناتوس
مایکل جیاناتوس (به انگلیسی: Michael Giannatos) (زاده ۱۱ ژوئیهٔ ۱۹۴۱-درگذشته ۱۷ سپتامبر ۲۰۱۳) بازیگر یونانی بود.
از فیلم‌ها یا سریال‌های او می‌توان به ماندولین کاپیتان کارولی و خانواده من و بقیه حیوانات اشاره کرد.